# John Heartfield
John Heartfield, ursprungligen Helmut Herzfeld, född 19 juni 1891 i Berlin i Tyskland, död 26 april 1968 i Östberlin i Östtyskland, var en tysk pionjär inom fotomontaget. På 1910-talet var han i Berlin en av grundarna av dadaismen.
Heartfield var framstående på fotomontage och arbetade i samma kollagestil som långt senare Terry Gilliam med sina absurdistiska bilder till Monty Python. Han ägnade sig också åt måleri, grafik, bokomslag, affischer och teaterdekor. 

## Biografi

### Bakgrund
Han föddes i Berlin och ändrade sitt namn 1916 som en protest mot den tyska propagandan mot England och det första världskriget, vilket han deltog i som infanterist. Redan 1917 grundade han tillsammans med brodern Wieland Herzfelde bokförlaget Malik, där han kom att producera många bokomslag. Förlaget levde vidare till 1947.
Heartfield var kommunist och kraftigt antinazistisk och attackerade Adolf Hitler och de andra naziledarna med en frenesi likt den hans vän George Grosz gjorde i sina teckningar. I ett av Heartfields kollage syns ett par sockor med långa skaft, som tycks vara på väg någonstans, samt titeln "Der männliche Geist überschreitet die Schwelle zum Osten." ("Den manliga anden överskrider tröskeln österut.")
239 av Heartfields fotomontage publicerades som omslagsbilder i Arbeiter-Illustrierte-Zeitung, som gavs ut av den kommunistiske förläggaren Willi Münzenberg 1924-38. Fram till 1933 trycktes tidskriften i Berlin och därefter i Prag dit redaktionen flytt i exil efter Hitlers makttillträde, varefter de sista numren kom ut i Paris.

### Flykt, exil och senare år
Vid det nationalsocialistiska maktövertagandet 1933 kom SS-män för att arrestera Heartfield men han lyckades fly och ta sig till Tjeckoslovakien. Senare samma år brände nazister den fotomontagebok han givit ut tillsammans med författaren Kurt Tucholsky – Deutschland, Deutschland über alles – under de landsomfattande bokbålen. 1938 flydde Heartfield vidare till Storbritannien, där han sedan kom att vara bosatt i ett antal år.
1950 återvände Heartfield till Leipzig, då i den nya staten DDR. Han flyttade ett par år senare tillbaka till sin hemstad, till Östberlin. Heartfield var inledningsvis inte helt väl sedd av de östtyska myndigheterna, som ifrågasatte hans fleråriga boende i Storbritannien, men efter sin död hedrades han med ett frimärke.

## Eftermäle och i kulturen

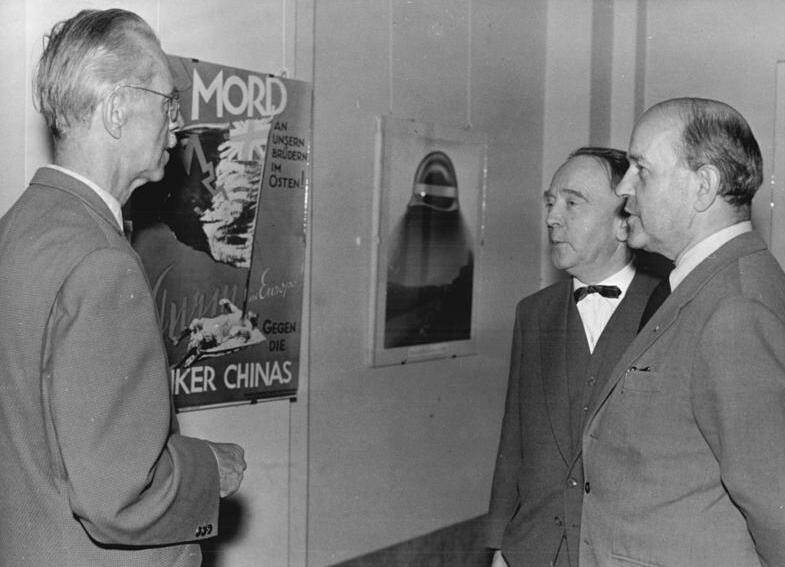
John Heartfield på östtyskt frimärke 1971.

Ett museum till Heartfields minne finns i orten Waldsieversdorf nära staden Müncheberg ungefär fem mil öster om Berlin, i det hus som var Heartfields sommarhus under hans sista levnadsår. I den gamla skol- och biblioteksbyggnaden i Waldsieversdorf finns en permanent utställning med Heartfields fotomontage och böcker.
Merparten av Heartfields arbeten, skisser, dekor mm - totalt omkring sextusen objekt - förvaras idag på Akademie der Künste i Berlin.
Om Heartfields verk och betydelse har Carl-Johan Charpentier skrivit  boken Mannen som häcklade Hitler ISBN 978-91-88263-84-1 (2020).

### Bokutgåvor
- Deutschland, Deutschland über alles. En fotomontagebok av John Heartfield med texter av Kurt Tucholsky. (Universum Bücherei für alle, Berlin 1929; aktuell utgåva: Biblioviel Verlag, Bochum 2006) ISBN 978-3938081914
- Bilden som vapen : fotomontage 1930-1938, originaltitel: Krieg im Frieden, (Ordfront, 1977) ISBN 91-7324-048-6

### Tidskrift
- Die Pleite (11 nr) Red.: Wieland Herzfelde, George Grosz, John Heartfield. (Berlin, Zürich, Wien, 1919-1924) Online (International Dada Archive)